# Geert Gabriëls
Geert Jacobus Wilhelmus (Geert) Gabriëls (Weert, 30 oktober 1979) is een Nederlands politicus. Hij is lid van GroenLinks en PvdA. Sinds 6 december 2023 is hij Tweede Kamerlid namens GroenLinks-PvdA.

## Maatschappelijk leven

### Studie
Gabriëls ging van 1991 tot 1997 naar het gymnasium op de Philips van Horne Scholengemeenschap in Weert en deed er eindexamen in onder andere natuurkunde, scheikunde, wiskunde B, Russisch en Latijn. Daarna studeerde hij van 1997 tot 2003 fysische geografie/aardwetenschappen aan de Universiteit Utrecht en deed van 2003 tot 2005 de universitaire lerarenopleiding sociale geografie aan de Radboud Universiteit in Nijmegen.
In 2005 studeerde Gabriëls Russisch aan de Polytechnische Universiteit Sint-Petersburg. Hij studeerde van 2006 tot 2008 vrijeschool pedagogiek aan de Hogeschool Helicon. In 2007 studeerde hij aan het IVOR; het Instituut Voor Opleidingen in de Reiswereld. Van 2013 tot 2014 studeerde hij slavistiek en Oost-Europakunde aan de Katholieke Universiteit Leuven.

### Loopbaan
Gabriëls was van 2003 tot 2008 docent aardrijkskunde op het Bonnefanten College te Maastricht en gaf van 2008 tot 2014 fysische geografie op de Fontys Lerarenopleiding Aardrijkskunde in Tilburg. Dit laatste combineerde hij met zijn reisleiderschap voor SRC‐Cultuurreizen naar Rusland.

### Privéleven
Gabriëls is geboren en woonachtig in Weert. Hij is getogen in de Weertse wijk Leuken in een gezin met een vader, moeder en zus. Zijn vader werkte als leraar in het basisonderwijs en zijn moeder werkte op een administratiekantoor. Hij is getrouwd. Zijn grootste hobby is schaken en hij beschouwt zichzelf als agnost.

## Politiek leven

### Weert
Gabriëls was namens Weert Lokaal van 2010 tot 2014 en in 2018 gemeenteraadslid van Weert en van 2014 tot 2021 wethouder van cultuur, onderwijs, duurzaamheid, natuur en landschap in Weert.
Als lid van VNG International en de VNG‐commissie Europa & Internationaal werkte Gabriëls aan democratiseringsprojecten in Oekraïne en Moldavië. Hij stond op de 15e plaats van de kandidatenlijst van GroenLinks voor de Tweede Kamerverkiezingen van 2021.

### Limburg
Gabriëls werd namens GroenLinks op 2 juli 2021 gedeputeerde van Limburg. Als gedeputeerde had hij in zijn portefeuille natuur, biodiversiteit en soortenbeleid, milieu, stikstof, bodem, landschap, erfgoed, archeologie en monumenten en was hij de derde plaatsvervangend commissaris van de Koning.
Bij de verkiezingen voor de Provinciale Staten van Limburg in 2023 stond Gabriëls op de 2e plaats van de kandidatenlijst van GroenLinks. Hij behaalde 5390 stemmen. Op 22 juni dat jaar nam hij afscheid als gedeputeerde van Limburg en ontving hij de Gouverneurspenning. Op 6 november van dat jaar is hij gestopt als Statenlid, een rol die hij had sinds maart dat jaar.

### Tweede Kamer
Gabriëls stond op de 15e plaats van de kandidatenlijst van GroenLinks-PvdA voor de Tweede Kamerverkiezingen van 2023. Hij werd met 8034 voorkeurstemmen verkozen. Op 6 december van dat jaar werd hij beëdigd als Tweede Kamerlid.
Gabriëls werd woordvoerder van milieu, water, ruimtelijke ordening en duurzaam bouwen. Hij werd lid van de Tweede Kamercommissies voor Volkshuisvesting en Ruimtelijke Ordening, Infrastructuur en Waterstaat en Landbouw, Visserij, Voedselzekerheid en Natuur. Hij werd plaatsvervangend lid van de Tweede Kamercommissies voor Buitenlandse Handel en Ontwikkelingssamenwerking, Buitenlandse Zaken en Digitale Zaken, Buitenlandse Zaken en Klimaat en Groene Groei.
Gabriels werd ook lid van de parlementaire assemblee voor de Organisatie voor Veiligheid en Samenwerking in Europa (OVSE) en Europese Unie (EU)-rapporteur circulaire economie.
Laura Bromet · Julian Bushoff · Glimina Chakor · Geert Gabriëls · Marleen Haage · Daniëlle Hirsch · Habtamu de Hoop · Barbara Kathmann · Jesse Klaver · Suzanne Kröger · Esmah Lahlah · Tom van der Lee · Mohammed Mohandis · Songül Mutluer · Jimme Nordkamp · Mariëtte Patijn · Anita Pijpelink · Kati Piri · Elke Slagt · Luc Stultiens · Joris Thijssen · Frans Timmermans · Mikal Tseggai · Lisa Westerveld · Raoul White
- Parlement.com: vldnbw2vs7zj